# Loire (tỉnh)
Loire là một tỉnh của Pháp, thuộc vùng hành chính Auvergne-Rhône-Alpes, tỉnh lỵ Saint-Étienne, bao gồm 3 quận với các quận lỵ còn lại là: Montbrison, Roanne.